# Pratt & Whitney F100

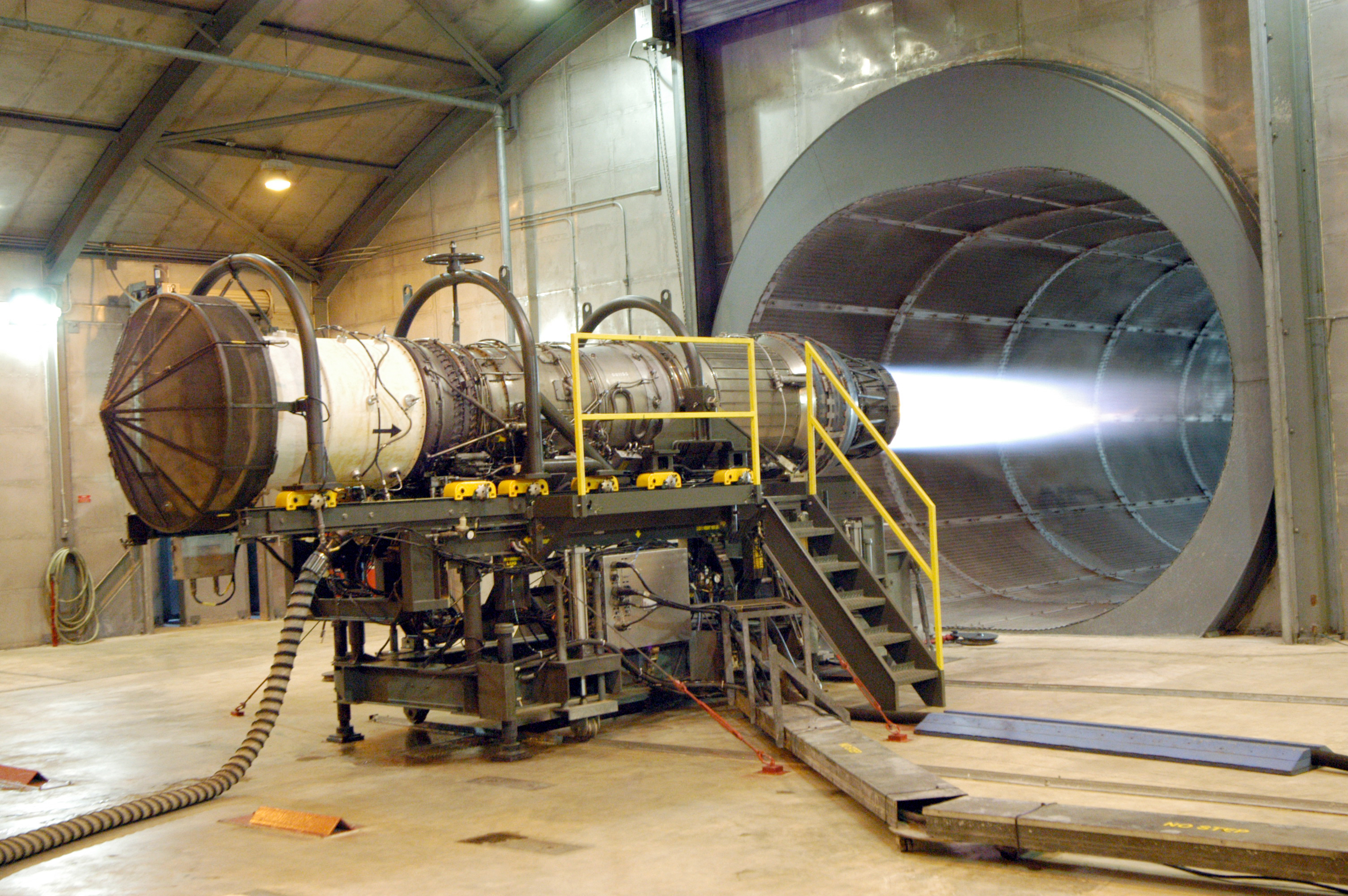
Ресурсные испытания F100-PW220

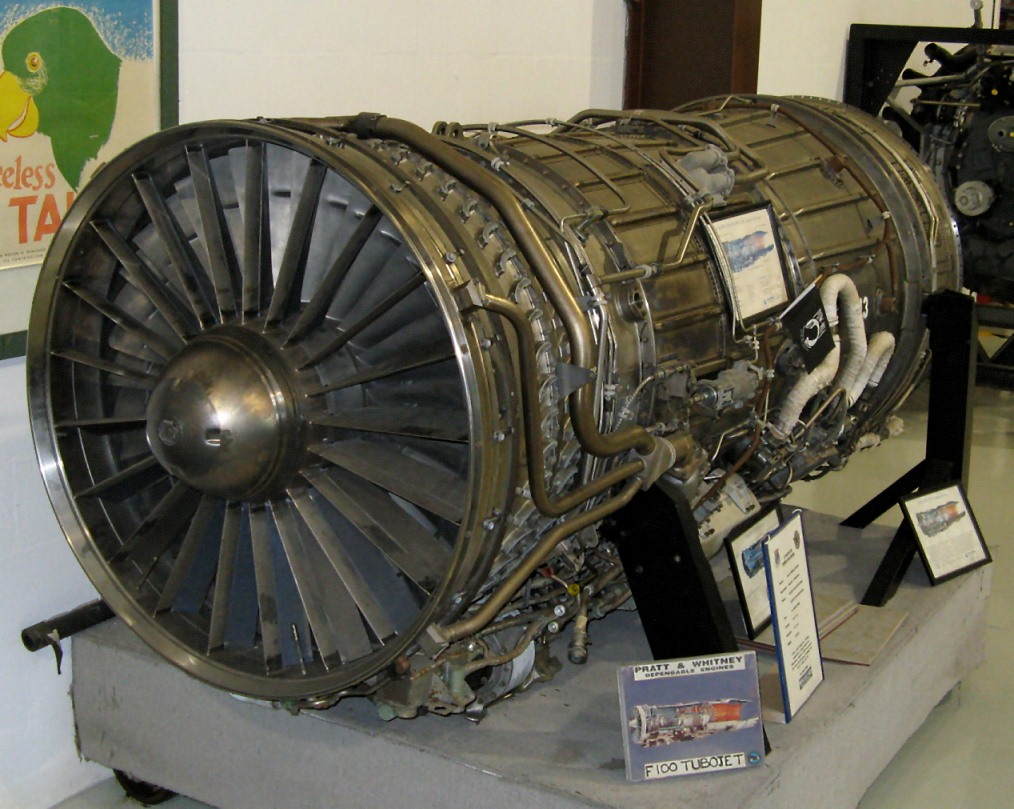
Pratt & Whitney F100.

Pratt & Whitney F100 — семейство американских авиационных двухконтурных турбореактивных двигателей с форсажной камерой. Установлены на F-15, F-16. Выпущено более 7200 двигателей, общий налёт которых с 1974 г. составил более 24 млн лётных часов, то есть в среднем более чем 3000 часов на двигатель. Единственный двигатель в ВВС США, ресурс которого может достигать 6000 термических циклов (TAC) запуска двигателя (цикл — запуск-работа-выключение-охлаждение). Разработка и опытно-конструкторские работы велись в рамках совместной программы ВВС и НАСА.

## Устройство
Двухвальный двухконтурный турбореактивный двигатель с 3 ступенями КНД, 10 КВД, камерой сгорания с 24 форсунками, 2 ТВД и 2 ТНД, форсажной камерой, регулируемым соплом. Двигатель имеет нижнее расположение коробки агрегатов. Для крепления роторов к валам используются роликоподшипники.
При создании двигателя инженеры столкнулись с проблемой виброгорения.

## Модификации
- F100-PW-100 — базовый двигатель серии. Устанавливался на ранних версиях F-15. Первый полет 1972 год. Тяга — 6618 кгс (на форсаже 10 700 кгс). Система управления гидромеханическая.
- F100-PW-200 — незначительно усовершенствованная версия для установки на ранние модификации F-16.
- F100-PW-220 — усовершенствованный вариант двигателя, представленный в 1986 году. Были устранены недоработки предыдущих версий, повышен ресурс. Установлена цифровая система управления.
- F100-PW-220E — модифицированные до уровня -220 двигатели -100/-200 серий, соответствующие ему по характеристикам.
- F100-PW-220U — устанавливался на экспериментальном беспилотном самолёте Х-47В. Отличается отсутствием форсажной камеры.
- F100-PW-229 — новая модификация с увеличенной производительностью. Максимальная тяга была повышена до 8056 кгс (до 13225 кгс на форсаже). Устанавливается на последние модификации F-15E и F-16 (Block 52 и выше). Первый двигатель построен в 1989. Первое летное испытание — ноябрь 1994 г. Серийное производство — с 1999 г. Использованы технологии семейства ТРДДФ F119.

## Характеристики

### F100-PW-220
- Максимальная тяга: 6618 кгс
- Тяга на форсаже: 10778 кгс
- Масса: 1467 кг
- Длина: 4,85 м
- Внешний диаметр: 1,18 м
- Степень двухконтурности':' 0.36
- Удельная тяга':' 7,4
- Степень повышения давления: 25:1
- Межремонтный ресурс: 7 лет/4300 циклов запуска

### F100-PW-229
- Максимальная тяга: 8056 кгс
- Тяга на форсаже: 13 220 кгс
- Масса: 1744 кг
- Длина: 4,85 м
- Внешний диаметр: 1,18 м
- Степень двухконтурности':' 0.36
- Удельная тяга':' 7,6
- Степень повышения давления: 32:1[4]
- Температура газов перед турбиной: 1350°С[5]
- Межремонтный ресурс: 10 лет/6000 циклов запуска[6]